# Loét miệng
Loét miệng là tình trạng loét niêm mạc trong miệng. Loét miệng là bệnh rất phổ biến, liên quan đến nhiều bệnh khác và có cơ chế khác nhau, nhưng thường không do nguyên nhân nghiêm trọng.
Hai nguyên nhân phổ biến nhất của loét miệng là chân thương tại chỗ (ví dụ chà xát cạnh sắc của phần trám răng) và nhiệt miệng - tình trạng đặc trưng bởi hình thành loét miệng tái diễn không rõ nguyên nhân. Loét miệng thường gây đau và khó chịu và khiến người bệnh khó chọn thức ăn hơn (ví dụ như tránh các thức ăn và đồ uống cay, nóng).
Có thể có một hoặc nhiều vết loét miệng xảy ra cùng lúc. Khi hình thành, loét miệng kéo dài thường do viêm và/hoặc nhiễm trùng thứ phát. Tuy hiếm nhưng nếu loét miệng không thể tự lành thường là dấu hiệu của ung thư vùng miệng.

## Chẩn đoán phân biệt
Nhiệt miệng và chấn thương tại chỗ là những nguyên nhân hay gặp nhất của loét miệng, tuy nhiễn vẫn có thể xảy ra những nguyên nhân hiếm gặp khác. 

## Điều trị
Bệnh cần điều trị nguyên nhân nhưng vẫn cần điều trị triệu chứng nếu chưa rõ nguyên nhân. Cần chú ý rằng hầu hết loét miệng sẽ tự khỏi hoàn toàn mà không cần can thiệp gì. Điều trị có thể đơn giản từ làm trơn nhẵn hoặc loại bỏ phần xung quanh gây chấn thương, xác định các yếu tố nguy cơ như khô miệng hoặc đổi thuốc. Vệ sinh răng miệng tốt và dùng nước súc miệng hoặc xịt kháng khuẩn (ví dụ chlorhexidine) có thể ngăn nhiễm trùng thứ phát nhờ đó thúc đẩy quá trình lành. Tê tại chỗ (ví dụ như nước súc miệng benzydamine) giúp giảm đau. Steriod tại chỗ (gels, kem hoặc hít) hoặc toàn thân có thể dùng để giảm phản ứng viêm. Thuốc chống nấm giúp ngăn candidiasis miệng phát triển ở người dùng steroid ké dài. Người loét miệng nên tránh đồ ăn cay, nóng dễ gây đau. Loét miệng do chính bản thân người bệnh thường khó quản lý, có thể cần tâm lý trị liệt ở một số bệnh nhân..:53 Với loét miệng tái diễn, có thể dùng vitamin B12 cũng thấy có nhiều hiệu quả.